# 모놀리식 메모리

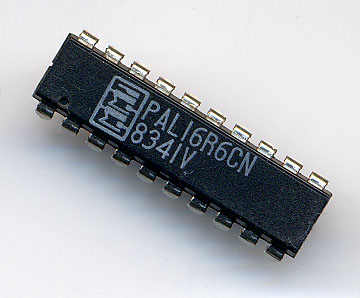
20핀 딥형 MMI PAL 16R6

모놀리식 메모리(MMI)는 바이폴라 피롬, 프로그래머블 논리 소자와 (7400 계열 TTL을 포함한) 논리회로를 생산한 과거의 기업이다. MMI는 프로그래머블 어레이 논리(PAL) 소자를 발명하였다. MMI는 1969년에 설립되었고 1987년에 어드밴스 마이크로 디바이스(AMD)에 합병되었지만, 이후에 AMD가 신설한 프로그래머블 논리 부서인 밴티스는, 래티스 세미컨덕터에 합병되었다.

## 같이 보기
- 프로그래머블 어레이 논리